# Johan Blomberg
Johan Blomberg (* 14. Juni 1987) ist ein schwedischer Fußballspieler. Der Mittelfeldspieler debütierte 2009 für Ängelholms FF im schwedischen Profifußball.

## Werdegang
Blomberg begann mit dem Fußballspielen beim Lunds BK, für den er auch seine ersten Schritte im Erwachsenenfußball tat. In der Spielzeit 2008 machte er beim Viertligisten höherklassig auf sich aufmerksam und wechselte zur folgenden Spielzeit zu Ängelholms FF in die zweitklassige Superettan. Hier anfangs Ergänzungsspieler – in den ersten beiden Jahren stand er bei 13 seiner insgesamt 24 Ligaeinsätze in der Startformation –, eroberte er sich im Laufe der Spielzeit 2011 einen Stammplatz an der Seite von Jakob Augustsson, Mikael Dahlgren, David Bennhage und Marcus Lindberg. Am Ende der Spielzeit erreichte er mit der Mannschaft den dritten Tabellenrang, in der anschließenden Relegationsrunde traf er mit ihr auf den Erstligisten Syrianska FC. Beim 2:1-Hinspielerfolg gehörte er zu den Torschützen, nach einer 1:3-Rückspielniederlage verpasste er jedoch den Aufstieg in die Allsvenskan.
Nach Auslaufen seines Vertrages zum Saisonende wechselte Blomberg ablösefrei innerhalb der Liga zu Halmstads BK, wo er einen bis Ende 2014 gültigen Vertrag unterzeichnete. Unter Trainer Jens Gustafsson gehörte er auf Anhieb zu den Stammkräften und war einer der Garanten, dass der Klub am Saisonende in die Allsvenskan aufstieg. Dort verlor er zeitweise seinen Stammplatz und schwankte bei 29 von 30 möglichen Saisoneinsätzen zwischen Startformation und Ersatzbank. In der Spielzeit 2014 war er wiederum Stammspieler und stand in allen 30 Saisonspielen zu Spielbeginn auf dem Spielfeld. Mit sieben Saisontoren und sechs Torvorlagen war er einer der zentralen Akteure beim Erreichen des Klassenerhalts als Tabellenzehnter.
Nach Auslaufen seines Vertrags wechselte Blomberg Anfang 2015 ablösefrei innerhalb der Allsvenskan zum Vorjahresdritten AIK, wo er einen bis Ende 2017 gültigen Dreijahresvertrag unterzeichnete.